# Nationale weg 311 (Japan)
Autoweg 311 (国道311号, Kokudō Sanbyaku-jūichi-gō) is een Japanse nationale autoweg die Owase in de prefectuur Mie verbindt met de gemeente Kamitonda in de prefectuur Wakayama. De autoweg werd in gebruik genomen op 1 april 1970.

## Overzicht
- Lengte: 149,2 km
- Beginpunt: Owase in de prefectuur Mie (Autoweg 311 start aan het knooppunt van Autoweg 42 met Autoweg 452)
- Eindpunt: Kamitonda in de prefectuur Wakayama (Autoweg 311 eindigt aan het knooppunt met Autoweg 42)

## Overlappende delen met andere autowegen
- Van Owase tot de stad Kumano (prefectuur Mie): Autoweg 42
- Van Totsukawa (prefectuur Nara) tot Shingū (prefectuur Wakayama): Autoweg 169
- Van Shingū (prefectuur Wakayama) tot Tanabe (prefectuur Wakayama): Autoweg 168
- In Tanabe: Autoweg 371

## Gemeenten waar de autoweg passeert
- prefectuur Mie
  - Owase – Kumano - Mihama (district Minamimuro) – Kumano
- prefectuur Wakayama
  -  Shingū
- prefectuur Nara
  - Totsukawa (district Yoshino)
- prefectuur Wakayama
  -  Shingū - Tanabe - Kamitonda (district Nishimuro)